# Gilbert Bauvin
Gilbert Bauvin (ur. 4 sierpnia 1927 w Lunéville) – francuski kolarz przełajowy i szosowy, srebrny medalista przełajowych mistrzostw świata.

## Kariera
Największy sukces w karierze Gilbert Bauvin osiągnął w 1953 roku, kiedy zdobył srebrny medal w kategorii elite podczas przełajowych mistrzostw świata w Oñati. W zawodach tych wyprzedził go jedynie jego rodak - Roger Rondeaux, a trzecie miejsce zajął kolejny reprezentant Francji, André Dufraisse. Był to jednak jedyny medal wywalczony przez niego na międzynarodowej imprezie tej rangi. Był też między innymi dwunasty na rozgrywanych sześć lat później mistrzostwach świata w Genewie. W 1953 roku zdobył srebrny medal przełajowych mistrzostw kraju. Startował także na szosie, wygrywając między innymi Tour du Doubs w 1952 roku, wyścig Paryż-Camembert i Grand Prix de Cannes w 1954 roku, Grand Prix de Monaco w 1957 roku oraz Tour de Romandie rok później. Wielokrotnie startował w Tour de France, wygrywając łącznie cztery etapy. Najlepszy wynik w klasyfikacji generalnej osiągnął w 1956 roku, kiedy był drugi, przegrywając tylko z Charlym Gaulem z Luksemburga. Wygrał też łącznie cztery etapy Vuelta a España, przy czym w 1956 roku był siódmy w klasyfikacji generalnej. Nigdy nie wystąpił na igrzyskach olimpijskich. W 1960 roku zakończył karierę.